# Teodor
Teodor je moško osebno ime.

## Slovenske izpeljanke imena
- Moška oblika imena: Bogoslav, Fedja, Fedor Teo, Teofil, Todor
- Ženske oblike imena:Doroteja, Fedja , Fedora, Tea, Teja, Teodora

## Tujejezikovne oblike imena
- pri Angležih Teodore, skrajšano ted, Teddy
- pri Italijanih in Špancih Teodoro
- pri Madžarih Tivadar ali Todor
- pri Rusih Fojdor, starinsko Feodor, skrajšano Fedja

## Izvor imena
Ime Teodor izhaja iz lat. imena Theodorus, to pa iz gr. Theódôros, ki je zloženo iz grških besed  theos »bog« in dôron»dar«. Po pomenu in sestavi ustrezata imenu Teodor slov. imeni  Božidar in Bogdan.

## Pogostost imena
Po podatkih SURSa je bilo na dan 31. decembra 2007 v Sloveniji 351 oseb z imenom Teodor. Ostale oblike imena, ki so sbile na ta dan tudi v uporabi: Fedja(32), Fedor(30), Teo(425), Teofil(5), in Teodor(63).

## Osebni praznik
Teodor praznuje god 19. septembra ali pa 9. novembra. Z imenom Teodor so poimenovani mnogi svetniki. Tu omenimo dva. V koledarju je prvi Teodor , menih iz Anatolije, nadškof v angleškem mestu Canterbury, umrl 19. septembra 690, drugi pa je Teodor, vojak iz Anatolije, ki je umrl 9. novembra leta 309 kot mučenec.